# 斑紋崗鿳
斑紋崗鿳（學名：Kyphosus azureus）又稱斑紋崗舵魚，為輻鰭魚綱日鱸目鿳科鿳屬的其中一種，傳統上屬於鱸形目。

## 分布
本魚分布於東南太平洋區，從美國加州Monterey灣至加利福尼亞灣海域，棲息深度可達8公尺。

## 習性
本魚體長可達45公分，棲息在沿岸海域，成群活動，繁殖期時在表層水域產卵。